# Naoto Fukasawa
Naoto Fukasawa (Kōfu, 1956) è un designer giapponese.

## Biografia

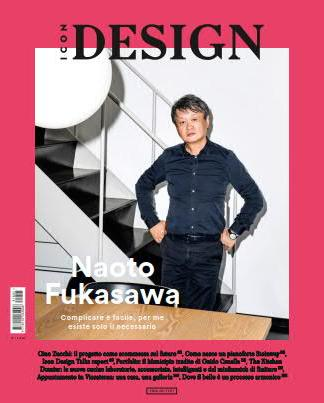
Naoto Fukasawa nella copertina del periodico Icon Design, giugno 2018

Dopo aver lavorato come direttore della filiale di Tokyo dell'azienda statunitense IDEO, ha fondato la Naoto Fukasawa Design nel 2003. Fra i suoi lavori più rappresentativi si possono citare il lettore CD Muji (parte della collezione permanente, MoMA New York), i telefoni cellulari "Infobar" e "neon" ed il marchio di elettrodomestici ±0. In anni recenti, ha avviato nuovi progetti in partnership con varie aziende italiane, quali B&B Italia, Driade, Magis, Artemide, Danese, Fantini e Boffi, oltre che in Germania ed Europa settentrionale, ottenendo grande attenzione da parte dei mass media. In passato Naoto Fukasawa ha avuto oltre cinquanta riconoscimenti, fra i quali l'IDEA Gold Award statunitense, il Gold Award tedesco, il D&AD Gold Award britannico, ed il Mainichi Design Award in occasione del quinto Oribe Award.
Fukasawa è un professore presso il Università d'arte Musashino e presso il Tama Art University. Ha pubblicato alcuni libri come An Outline of Design (TOTO) e The Ecological Approach to Design (Tokyo Shoseki).
È universalmente riconosciuto come uno dei più influenti designer al mondo.